# Aragnès
Aragnès est une ancienne commune du Gers. En 1824, elle est rattachée à la commune de L'Isle-Jourdain.

## Démographie
| 1793 | 1800 | 1806 | 1821 |
| ---- | ---- | ---- | ---- |
| 52   | 66   | 77   | 55   |